# 37. století př. n. l.
38. století př. n. l. – 37. století př. n. l. – 36. století př. n. l.

## Události
- Začátek Naqadské kultury v Egyptě
- Začátek Raně Mínojského období na Krétě